# Angus Redford Sutherland
Angus Redford Sutherland (* 3. September 1982 in Vancouver, British Columbia, Kanada) ist ein kanadischer Schauspieler. Er ist Sohn von Donald Sutherland und seiner dritten Ehefrau Francine Racette und damit ein Halbbruder von Kiefer Sutherland.
Seine erste bekannte Fernsehrolle hatte er 2005 in der ersten Episode von Welcome, Mrs. President als junger Nathan Tempelton. Seinen Durchbruch erreichte er in dem Film Harold & Kumar 2 – Flucht aus Guantanamo (2008). In dem Film The Lost Boys 2: The Tribe spielt er – wie schon sein Halbbruder Kiefer Sutherland im ersten Teil – einen Vampir.

## Filmografie (Auswahl)
- 2005: Welcome, Mrs. President (	Commander in Chief, Fernsehserie, 1 Episode)
- 2008: Harold & Kumar 2 – Flucht aus Guantanamo (Harold & Kumar Escape from Guantanamo Bay)
- 2008: Lost Boys 2: The Tribe
- 2008: Familiar Strangers
- 2009: The Flickers Dance